# Jadeïta
La jadeïta és un mineral que pertany a la classe dels silicats i al subgrup dels inosilicats de cadena simple, també coneguts com a piroxens; en aquest subgrup es troba classificat com a clinopiroxè. Les classificacions de Nickel-Strunz i Dana coincideixen en classificar el mineral dins el grup dels silicats. La jadeïta se sol formar a elevades pressions i temperatures moderades; típicament en ambients de subducció cortical com ara la costa Pacífica de Sud-amèrica o l'est del Japó. Sovint es forma per la transformació de l'albita en quars i jadeïta a conseqüència de les elevades pressions. Se sol trobar en ambients altament metamorfitzats de roques serpentinítiques riques en sodi. La jadeïta ha estat i és un mineral important i rellevant, tant culturalment com econòmicament, ja que és un dels principals minerals formadors del famós jade, molt emprat tant actualment com en el passat. La seva fórmula és NaAlSi₂O₆ o Na(Al, Fe3+)Si₂O₆.

## Etimologia
El nom jadeïta prové de la paraula jade, que a la vegada prové de la unió de la paraula francesa l'ejade i la paraula llatina ilia. Altres fonts senyalen que el nom també pot venir dels mots castellans piedra de ijada. A Castella el terme ijada es refereix a cadascuna de les dues cavitats simètricament col·locades entre les costelles falses i els ossos de la cintura; aquest nom probablement prové de la creença que aquest mineral sanava el dolor de ronyó si s'aplicava en aquesta zona del cos. El nom del mineral en llatí és lapis nephriticus. En aquest cas, el terme dona nom a la nefrita, un dels minerals formadors del jade.

## Classificació
Segons la classificació de Nickel-Strunz, la jadeïta es troba classificada al grup dels silicats (i germanats), al subgrup dels inosilicats, i dins d'aquest últim al subgrup dels inosilicats amb dues cadenes periòdiques i individuals, Si₂O₆, família dels piroxens. Segons aquesta classificació, forma el grup 9.DA.25 (9: silicats (i germanats); D: Inosilicats; A: inosilicats amb 2 cadenes periòdiques i individuals). Comparteix el grup 9.DA amb els minerals donpeacorita, enstatita, ferrosilita, clinoenstatita, augita egirínica, clinoferrosilita, kanoïta, pigeonita, augita, diòpsid, esseneïta, hedenbergita, johannsenita, petedunnita, davisita, kushiroïta, grossmanita, omfacita, egirina, egirina-augita, jervisita, cosmoclor, namansilita, natalyita i espodumena. Segons la classificació de Dana, la jadeïta es troba classificada com a inosilicat de cadena simple sense ramificar, al subgrup de cadena simple sense ramificar W=1 amb cadenes P=2. Segons aquesta classificació, forma el grup 65.1.3c.1 (65: inosilicats de cadena simple; 1:cadena simple sense ramificar W=1 amb cadenes P=2; 3c.1 correspon al grup concret que forma la jadeïta).

## Identificació

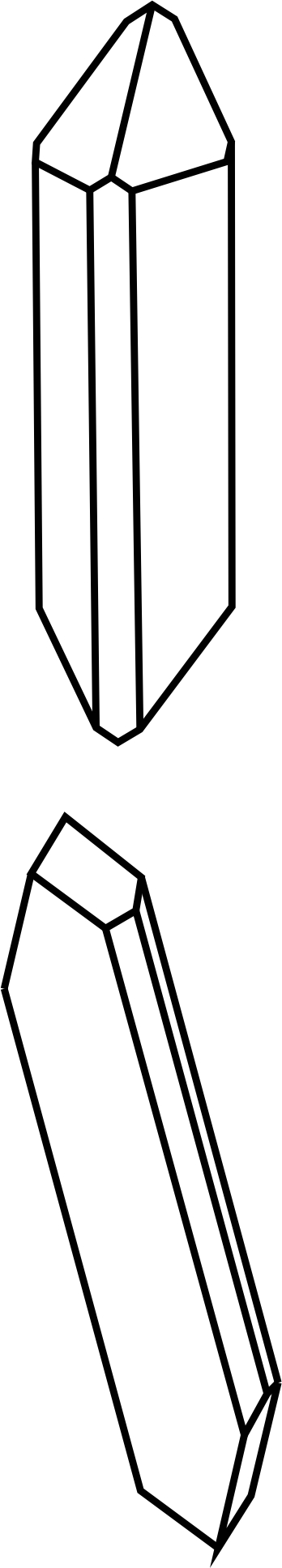
Hàbits de la jadeïta

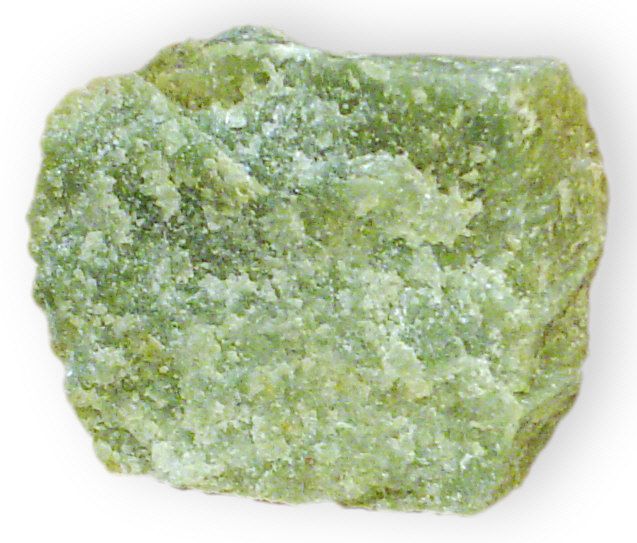
Jadeïta procedent de Myanmar.

### De visu
Per a identificar la jadeïta de visu és important tenir en compte l'hàbit, el color i la duresa. Tot i ser un piroxè, la jadeïta no se sol trobar en el típic hàbit dels piroxens, ja que no sol formar cristalls idiomòrfics; generalment presenta hàbits fibrosos o granulars (amb grans de mida petita i subhèdrics). El color no sol ser determinant en la jadeïta, ja que pot presentar tota mena de coloracions diferents com ara el verd, el groc, el blanc blavós o el lila. La seva duresa de 6 en l'escala de Mohs permet diferenciar la jadeïta d'altres minerals semblants com ara la serpentina, però no permet diferenciar-la de, per exemple, la grossulària, ja que té una duresa semblant (6,5-7).

### Amb microscopi òptic

#### Llum transmesa
Quan la jadeïta s'observa en làmina prima mitjançant un microscopi òptic en mode de llum transmesa, sol presentar uns hàbits prismàtics, romboèdrics, granulars o tabulars. En el cas dels cristalls més ben formats s'hi pot observar fàcilment l'exfoliació, i també s'hi poden observar fractures. En làmina prima, la jadeïta és incolora, amb un relleu mitjà i positiu, i uns colors d'interferència grocs o grisos de primer ordre (depèn de la secció que s'observi). La birefringència de la jadeïta presenta uns valors d'entre 0,006-0,021. L'angle d'extinció que presenta en llum transmesa oscil·la entre els 32 i els 45°. La jadeïta és biaxial amb un signe òptic positiu i un angle 2V entre 60 i 90°.

## Propietats

### Estructura cristal·lina

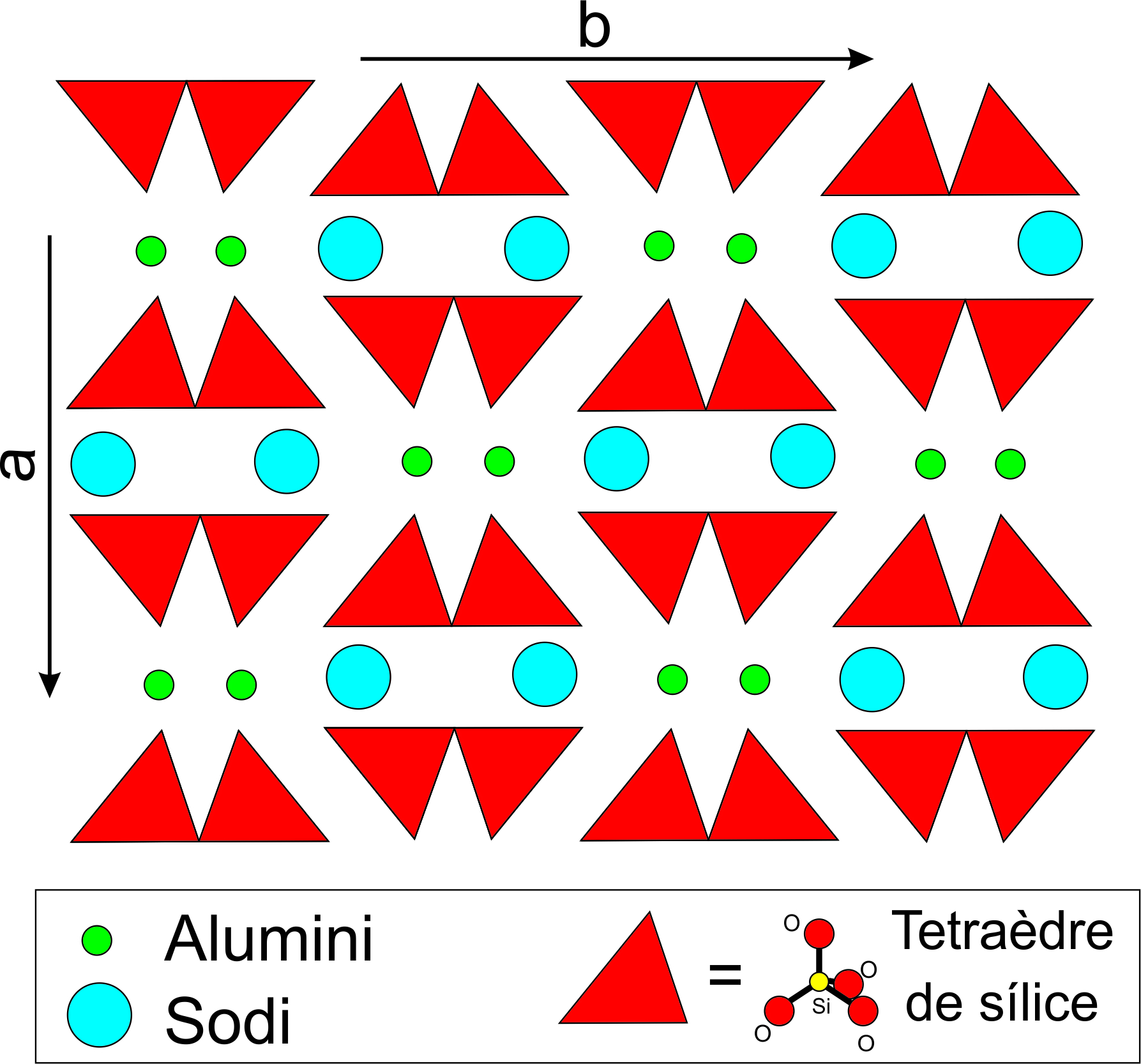
Estructura de la jadeïta (piroxè)

La jadeïta cristal·litza en el sistema cristal·lí monoclínic. El seu grup espacial és C2/ c, amb unes dimensions de cel·la: a = 9,418Å, b = 8,562Å i c = 5,219Å; aquestes dimensions de cel·la poden variar segons les condicions de formació del mineral; per a espècimens formats a 1500 °C i 50 Kb, els paràmetres de cel·la són: a = 9,692Å, b = 8,874Å, c = 5,301Å, β = 106,85° i V = 436,37Å³; amb un grup espacial C2/c. La seva estructura és semblant a la que tenen altres piroxens com ara el diòpsid, que estan formats per capes paral·leles d'alumini coordinades octaèdricament i poliedres de sodi connectats amb cadenes de sílice paral·leles a l'eix c. Les distàncies catió-oxigen són per als diferents elements: Si-O = 1,623Å, Al-O =
1,928Å, i Na-O = 2,469Å. Quan se sotmet un cristall de jadeïta a difracció de raigs X, s'obtenen diferents pics d'intensitats d'energia:
| Pic (2θ) | Intensitat (%) |
| -------- | -------------- |
| 4,29     | 40%            |
| 2,104    | 30%            |
| 2,922    | 70%            |
| 2,831    | 100%           |
| 2,490    | 20%            |
| 2,069    | 40%            |
| 1,572    | 30%            |

### Propietats físiques
Cristal·litza al sistema monoclínic. Presenta una duresa a l'escala de Mohs de 6,5 a 7,0 (és una propietat física que depèn de la composició del mineral). És un mineral dens, amb una densitat entre 3,24 i 3,43 g/cm³ i una gravetat específica de 3,4 g/cm³. La jadeïta forma solucions sòlides amb altres minerals del grup dels piroxens com l'augita, el diòpsid, l'egirina i el cosmoclor. La fractura és desagregable en masses de jadeïta i irregular en cristalls. Presenta maclat tant individual com lamel·lar en {100} i {001} i una exfoliació bona en {110}. Una de les característiques de la jadeïta és la seva fluorescència; les varietats més fosques, normalment no presenten fluorescència amb raigs UV; els minerals de color verd clar poden arribar a presentar-ne en alguns casos en longitud d'ona curta i en presenten amb ona llarga; en aquest cas la fluorescència és de color verd. Les varietats violàcies poden presentar fluorescència blanca o vermellosa en longitud d'ona llarga. Algunes varietats de color espígol poden presentar fluorescència taronja tant en longitud d'ona llarga com curta.

### Propietats químiques
La seva fórmula química és NaAlSi₂O₆. Els elements que es troben a la seva estructura són l'alumini, el sodi, el ferro, l'oxigen i el silici; tot i això, molts elements poden entrar a la seva estructura tot substituint algun dels elements esmentats anteriorment: titani, manganès, magnesi, calci, potassi i també compostos inorgànics com ara l'aigua. Alguns autors proposen per a la jadeïta la fórmula Na(Al,Fe3+)Si₂O₆; aquesta controvèrsia en les fórmules es deu al fet que el mineral pot contenir impureses de ferro que en alguns casos poden superar l'1% i, per tant, aquest ferro passaria de ser un element traça a ser un element constituent de la jadeïta. El ferro acostuma a substituir l'alumini, i per això a la fórmula se'ls situa a la mateixa posició estructural. En el cas de la jadeïta, el calci i el sodi també es comporten entre ells, de manera similar a com es comporten el ferro i l'alumini, és per això que altres autors també utilitzen la següent fórmula: (Na,Ca)(Al,Fe)Si₂O₆.
Alguns estudis han publicat els percentatges de cada element que formen la jadeïta, a la següent taula es troben resumits els resultats per a cada un dels estudis:
| Element químic | % en pes de l'element | % en òxid de cada element | % en òxid de cada element |
| -------------- | --------------------- | ------------------------- | ------------------------- |
| Na             | 11,21% Na             | 15,11% Na₂O               | 14,42% Na₂O               |
| Al             | 11,84% Al             | 22,38% Al₂O₃              | 23,77% Al₂O₃              |
| Ca             | -                     | -                         | 0,97% CaO                 |
| Fe             | 2,72% Fe              | 3,89% Fe₂O₃               | -                         |
| Si             | 27,40% Si             | 58,61% SiO₂               | 58,97% SiO₂               |
| O              | 46,82% O              | -                         | -                         |
| Total          | 100%                  | 100%                      | 100%                      |

#### Coloracions
El color de la jadeïta pot variar des d'un color verd poma clar fins a color blanc, també pot ser verd blavós (com el jade blau dels olmeques), rosa, color espígol, violaci i molts altres colors. La cloromelanita és una varietat de color verd molt fosc o fins i tot negre. El color de la jadeïta està estretament relacionat amb la presència d'elements traça (elements que es troben al mineral en proporcions inferiors a un 1%); aquests elements traça poden ser crom, ferro, titani o manganès. Molts colors s'han trobat només en minerals concrets de jaciments concrets.

#### Varietats
- Cloromelanita: la cloromelanita és una varietat de la jadeïta que es caracteritza per presentar una coloració verda, molt fosca o fins i tot negra.[2] El color fosc d'aquesta varietat ve donat pel seu contingut en ferro, el qual és substituït per l'alumini dins de l'estructura de la jadeïta.[18]
- Cromojadeïta: (Na(Al,Cr)Si₂O₆); es tracta d'una varietat de color verd brillant.[3]
- Jadeïta jade: Varietat de gra molt fi, es troba en una àmplia gamma de colors, des del blanc fins al verd passant pel lila. La varietat translúcida de color verd és molt preuada a l'Orient llunyà.[4]
- Jade espígol: Varietat de color espígol, generalment criptocristal·lí, s'utilitza com a roca ornamental. Tècnicament és una roca, no un mineral; pot contenir albita (3-8% en pes), tremolita (2-5% en pes) i traces d'egirina i egirina-augita. El color és produït principalment per manganès.[5]
- Jadeïta soda: (NaAlSi₂O₆). És el membre final ric en sodi de la solució sòlida.[6]
- Jadeïta titànica: (Na(Al,Fe,Ti)Si₂O₆). Varietat amb cert contingut de titani.[7]

## Minerals relacionats
Els minerals relacionats amb la jadeïta per la seva estructura o composició química semblant són:
| Codi    | Nom del mineral  | Fórmula del mineral                     |
| ------- | ---------------- | --------------------------------------- |
| 7.DE.05 | Mangazeïta       | Al₂(SO₄)(OH)₄·3H₂O                      |
| 9.DA.05 | Donpeacorita     | (Mn2+,Mg)Mg[SiO₃]₂                      |
| 9.DA.05 | Enstatita        | MgSiO₃                                  |
| 9.DA.05 | Ferrosilita      | FeSiO₃                                  |
| 9.DA.10 | Clinoenstatita   | MgSiO₃                                  |
| 9.DA.10 | Clinoferrosilita | Fe2+SiO₃                                |
| 9.DA.10 | Kanoïta          | Mn2+(Mg,Mn2+)Si₂O₆                      |
| 9.DA.10 | Pigeonita        | (Mg,Fe2+,Ca)(Mg,Fe2+)Si₂O₆              |
| 9.DA.15 | Augita           | (Ca,Na)(Mg,Fe2+,Al,Fe3+,Ti)[(Si,Al)₂O₆] |
| 9.DA.15 | Diòpsid          | CaMgSi₂O₆                               |
| 9.DA.15 | Esseneïta        | CaFe3+[AlSiO₆]                          |
| 9.DA.15 | Hedenbergita     | CaFe2+Si₂O₆                             |
| 9.DA.15 | Johannsenita     | CaMn2+Si₂O₆                             |
| 9.DA.15 | Petedunnita      | Ca(Zn,Mn2+,Mg,Fe2+)Si₂O₆                |
| 9.DA.15 | Davisita         | CaScAlSiO₆                              |
| 9.DA.15 | Kushiroïta       | CaAl[AlSiO₆]                            |
| 9.DA.15 | Grossmanita      | CaTi3+ AlSiO₆                           |
| 9.DA.20 | Augita egirínica | (Na,Ca)(Fe3+,Fe2+,Mg,Al)Si₂O₆           |
| 9.DA.20 | Omfacita         | (Ca,Na)(Mg,Al)Si₂O₆                     |
| 9.DA.25 | Egirina          | NaFe3+Si₂O₆                             |
| 9.DA.25 | Jervisita        | (Na,Ca,Fe2+)(Sc,Mg,Fe2+)Si₂O₆           |
| 9.DA.25 | Cosmoclor        | NaCrSi₂O₆                               |
| 9.DA.25 | Namansilita      | NaMn3+Si₂O₆                             |
| 9.DA.25 | Natalyita        | Na(V3+,Cr)Si₂O₆                         |
| 9.DA.30 | Espodumena       | LiAlSi2O₆                               |

## Formació i jaciments

### Formació

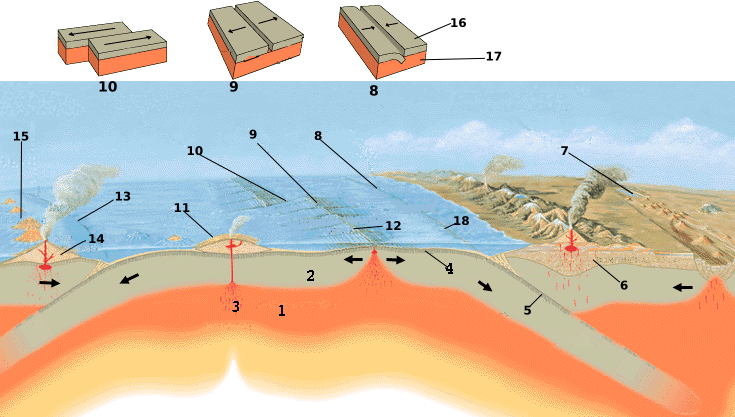
Tall de les principals relacions entre plaques tectòniques. La jadeïta es forma en zones de subducció, que en el tall es troben representats per la zona 5 i l'esquema 8.

La jadeïta es forma principalment en roques metamòrfiques afectades per elevades pressions i temperatures relativament baixes. Es pot formar a partir de la desintegració d'alguns minerals com l'albita. L'albita és un mineral força comú a l'escorça terrestre; quan augmenta la pressió, l'albita perd estabilitat i es transforma en l'associació mineral d'alta temperatura de jadeïta+quars. La reacció a partir de la qual l'albita es transforma en jadeïta + quars és: NaAlSi₃O₈ → NaAlSi₂O₆ + SiO₂. Es pot trobar associat a altres minerals com ara glaucòfan, lawsonita, moscovita, aragonita, serpentina i quars.
Les roques formades majoritàriament per jadeïta són anomenades jadeitites. Les jadeitites es formen en zones de subducció a partir de fluids associats amb serpentines. En la gran majoria de casos, la formació de la jadeïta es troba relacionada amb zones de subducció. Una zona de subducció es troba on col·lideixen una placa continental amb una placa oceànica; la placa oceànica, en tenir una densitat més elevada, subdueix la continental, i els minerals que la formaven (principalment minerals màfics) experimenten un ascens notable de la temperatura i sobretot de la pressió. A aquests augments de temperatura i pressió, també s'hi han de sumar els fluids hidrotermals, carregats d'elements dissolts, que en molts casos acabaran precipitant la jadeïta; en altres casos més puntuals també s'han de tenir en compte els sistemes anatèctics, que molts cops influencien directament el quimisme dels fluids hidrotermals.

### Localització
El primer lloc d'on es té informació històrica de la jadeïta és a les proximitats dels pobles de Tawmaw-Hpakan, al nord de Myanmar, on va ser descoberta l'any 1863 i, per tant, es considera la localitat tipus de la jadeïta. A partir d'aquest moment s'ha descrit en diversos llocs: a l'Antàrtida s'ha descrit la jadeïta a Grove Mountain, al meteorit 052082; al Brasil hi ha espècimens descrits a Minas Gerais i a Pernambuco; a Myanmar, la jadeïta ha estat descrita a les mines Hpakant-Tawmaw, Hpakant, Phakant, Sankhar, Khy-Siu, Maw-Sisa, Sine Naung Tawhmaw; totes aquestes mines es troben a l'estat de Kachin; al Canadà s'han descrit exemplars de jadeïta al complex alcalí de Red Wine, a Terranova i Labrador; a la Xina s'han descrit exemplars a diferents províncies, entre elles les d'Anhui, Mongòlia Interior, Jiangsu, Jiangxi i a la regió autònoma de Xinjiang; a Colòmbia s'ha trobat jadeïta a la mina Parash, al departament de Guajira; a Cuba s'ha descrit a les províncies de Guantanamo i Villa Clara. a França s'han trobat espècimens al País del Loira. a Alemanya s'ha descrit al reservori de Saidenbach, a la Saxònia. a Grècia s'ha descrit la varietat cloromelanita a les Illes Cíclades i a Creta; a Guatemala s'ha descrit a la Vall de Motagua i al departament de Jalapa; a Indonèsia s'han trobat exemplars a Irian Jaya (Nova Guinea). A Itàlia s'han descrit exemplars a la Vall d'Aosta, Ligúria, Piemont i Torí; al Japó s'han descrit exemplars a Hokkaido, l'Illa de Honshu, la regió de Kyushu i l'Illa de Shikoku; al Kazakhstan s'han trobat exemplars de jadeïta a la província de Kharagandí; a Mèxic s'han descrit exemplars a la Baixa Califòrnia. A Noruega, s'han trobat exemplars a Svalbard. A Polònia s'ha descrit jadeïta a Dolnośląskie. També s'han descrit exemplars a Eslovàquia (regions de Banská Bystrica i Košice); Espanya (Galícia); Suïssa (Valais); Turquia (Anatòlia Central); Estats Units (Califòrnia, Carolina del Nord, Oklahoma, Dakota del Sud i l'estat de Washington) i a l'Uzbekistan (a la regió de Bukharà).

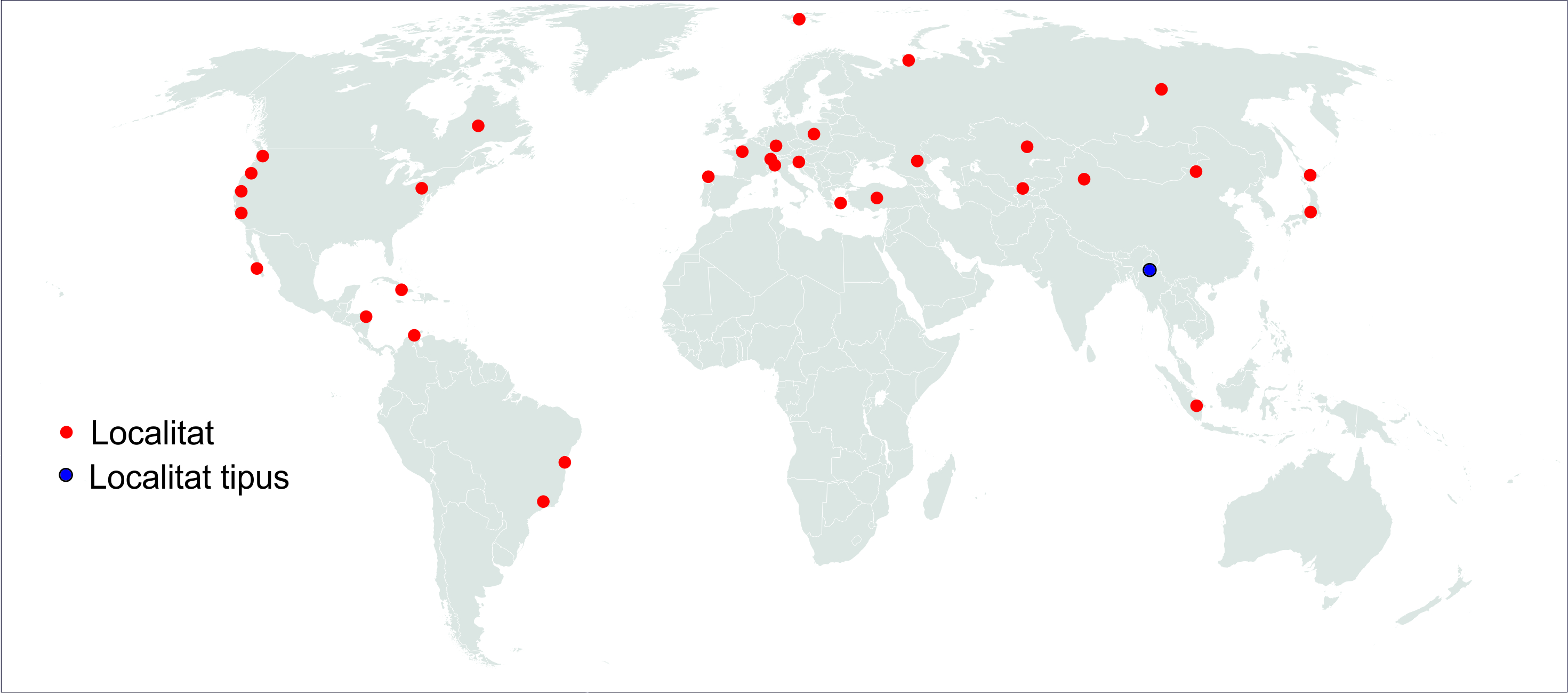
Mapa de localització de la jadeïta al món.

### Minerals associats
Els minerals associats amb els quals es pot trobar la jadeïta són principalment minerals metamòrfics: lawsonita, pumpel·lyïta, clorita, vesuvianita, grossulària. I en menor mesura: quars, plagiòclasi sòdica, analcita i calcita. Totes aquestes associacions minerals es presenten en condicions d'estabilitat.

## La jadeïta com a mineral formador del jade

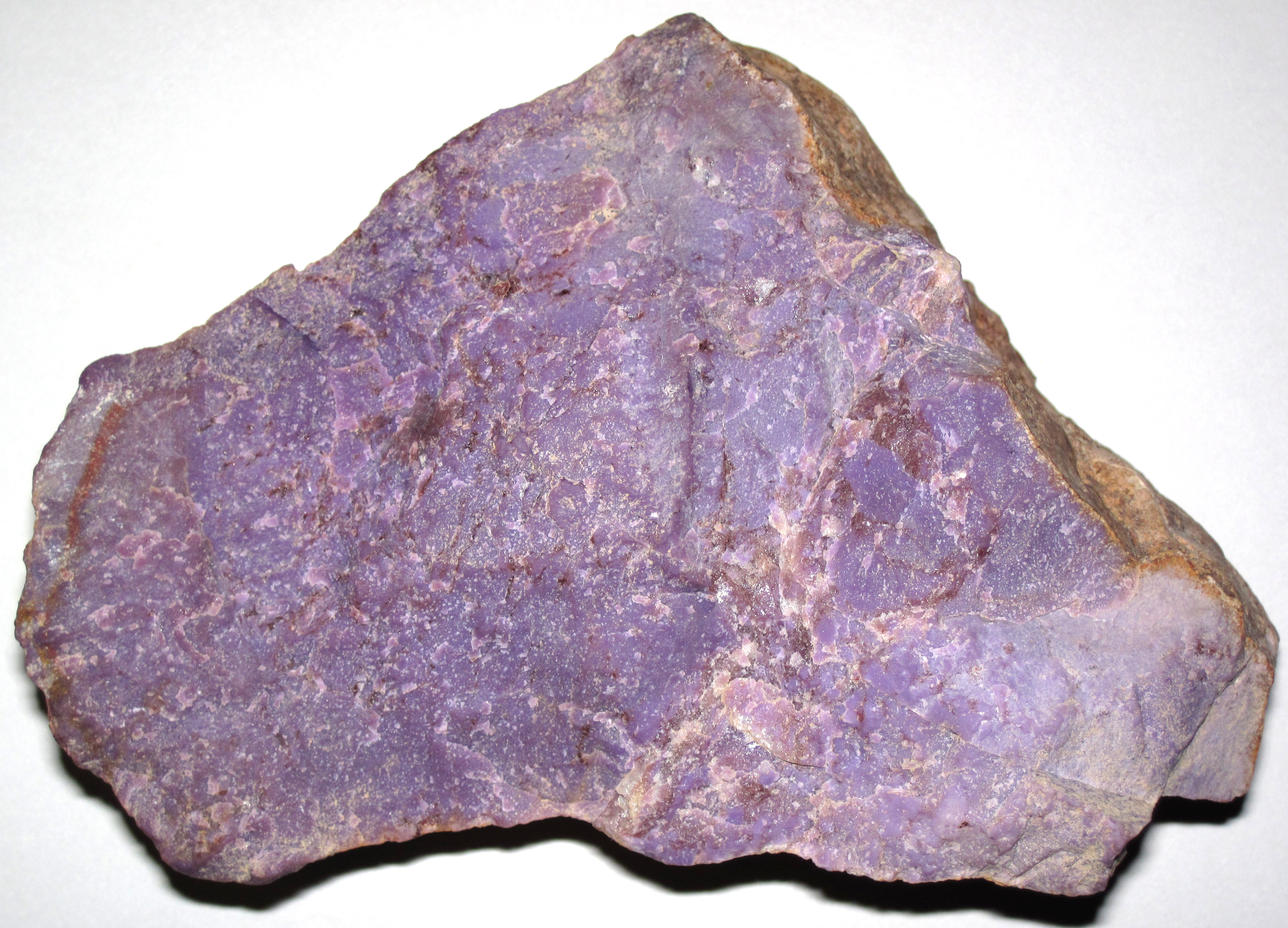
Jade amb coloració d'espígol trobat en una metafonolita de Bursa, al nord-oest de Turquia. El color característic és donat per la jadeïta.

La jadeïta és un dels minerals que formen la pedra preciosa coneguda com a jade. Un dels altres minerals és la nefrita. La jadeïta de la Vall de Motagua, a Guatemala va ser utilitzada pels olmeques i els maies, així com els indígenes de Costa Rica.
Els colors més preuats de la jadeïta acostumen a ser els verds més intensos, sobretot en varietats translúcides; tot i que en la cultura xinesa tradicional es creu que les varietats blanques eren les més apreciades. Altres varietats com el jade blau d'Olmec, d'un color blau verdós intens. translúcid amb un lleuger pigallat, estan adquirint cada cop preus més alts al mercat a causa de la seva bellesa única i al seu ús històric per la cultura olmeca. Tot i això, aquesta varietat va ser redescoberta fa poc temps i en l'actualitat s'explota en petites quantitats per algunes comunitats de natius a Guatemala. A l'hora de comprar jade, la qualitat es determina a partir del grau de translucidesa, la netedat del color (que no tingui taques ni zones despigmentades) i també la puresa d'aquest. Alguns cops, altres minerals com ara les serpentines o el quars es venen com a jade; les seves principals diferències són l'exfoliació (el quars no té exfoliació) i la duresa. En l'antiguitat es creia que el jade es podia utilitzar per a sanar les pedres del ronyó si es passava per damunt del cos de la persona afectada.

## Usos artístics i decoratius

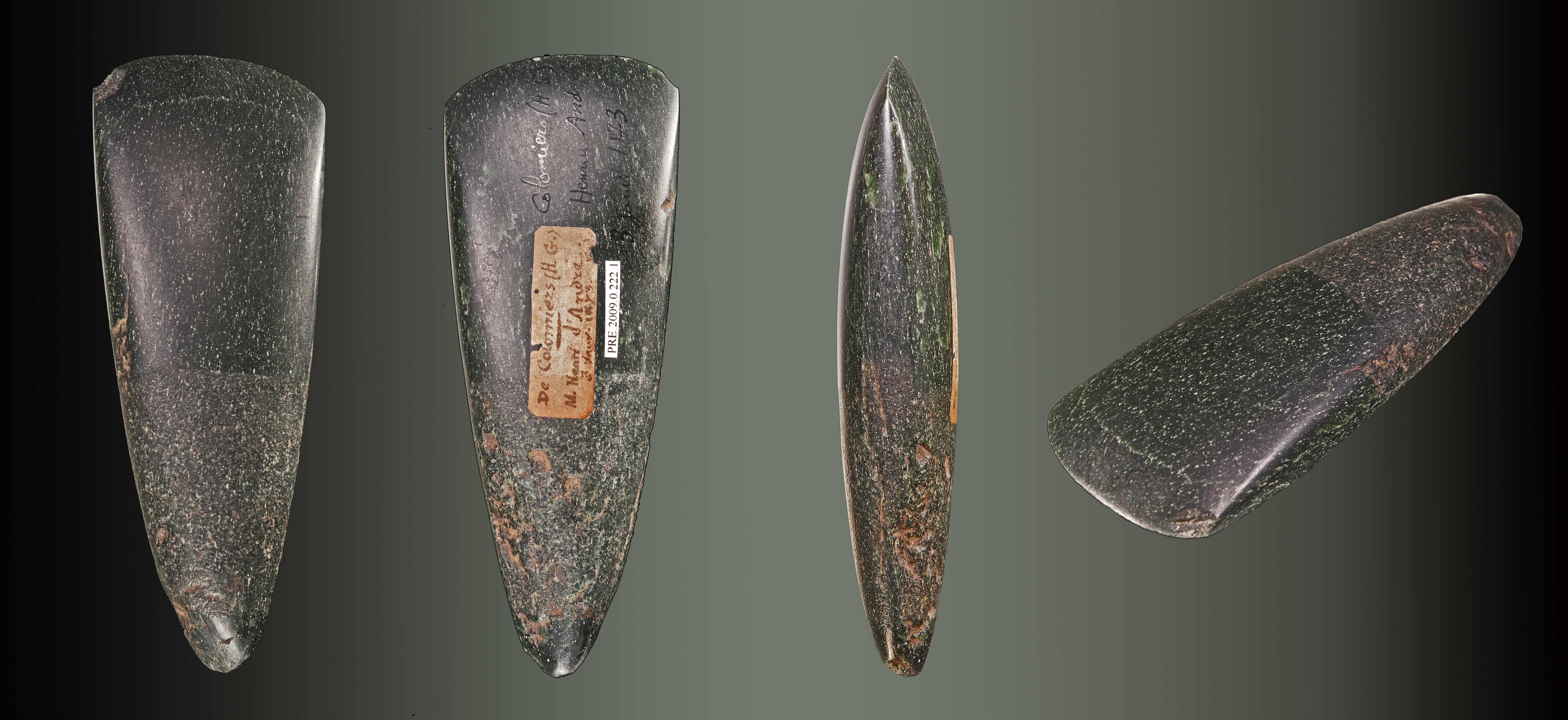
Caps de destral polits del Neolític. Museu de Tolosa

Els usos de la jadeïta han estat sempre estretament lligats als usos del jade. La jadeïta, com a mineral formador del jade, ha estat utilitzada des de la prehistòria a tots els continents.

### Europa
A Europa, l'ús del jade i la jadeïta durant la prehistòria es limitava a la producció d'armes ornamentals com ara destrals o raspadors. S'han trobat destrals en diversos països entre els quals Regne Unit, Països Baixos, França, Alemanya, Suïssa, Finlàndia, Polònia o Bèlgica.
S'han trobat més de 180 destrals neolítiques de jadeïta al nord d'Itàlia i a les Illes Britàniques.
Per la dificultat de treballar aquest material, es creu que totes les destrals d'aquesta mena no s'utilitzaven, sinó que es feien servir com a eina de canvi o regals. Les destrals trobades a les Illes Britàniques, són destrals polides i, per tant, com s'ha dit anteriorment, no es creu que fossin funcionals. A Gran Bretanya i Irlanda s'han trobat més de 100 destrals d'aquest tipus, amb jadeïta que va ser importada des del nord d'Itàlia. Aquest tipus de destrals es poden trobar arreu d'Europa. Les destrals de jadeïta van introduir-se a les Illes Britàniques cap al Neolític (4.000 aC).

### Amèrica

#### Mesoamèrica

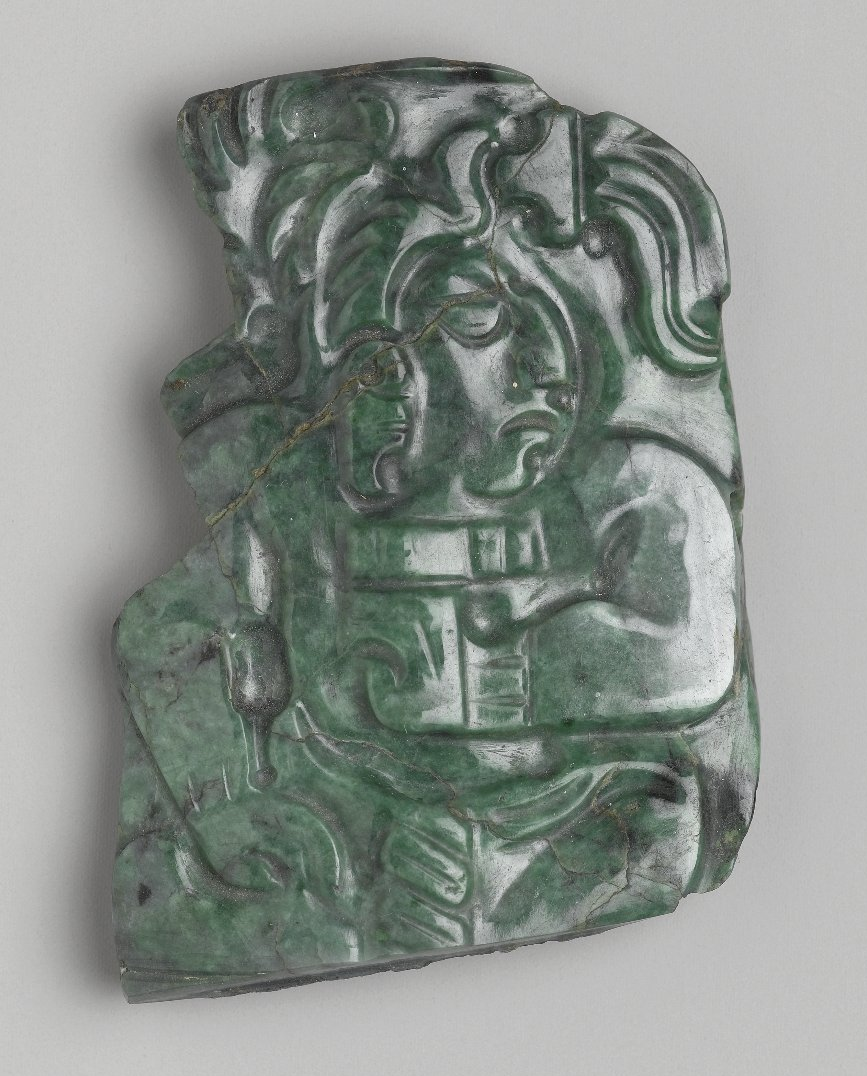
Placa maia de jadeïta, 600-900 C.E., Museu de Brooklin

Entre l'any 500 i el 700 dC, els indígenes que habitaven el territori de l'actual Costa Rica, varen produir objectes de jadeïta, quars, calcedònia, òpal, àgata, omfacita i serpentina, coneguts genèricament com a jade. Els objectes eren fabricats fent servir tècniques i motius autòctons. Aquests artefactes sovint eren utilitzats com a ofrenes funeràries, associats a individus amb cert rang social i amb presència de mites mitico-religiosos. S'han trobat documents que deien que aquests objectes també s'empraven per a rites curatius, com ara per a curar pedres de ronyó. També s'han trobat objectes de jade a altres països com Guatemala, Belize o Mèxic.

#### Canadà
El jade (i per tant la jadeïta) va ser identificat per primer cop al Canadà per pobladors xinesos l'any 1886 a la Columbia Britànica. Durant aquesta època el jade va ser considerat poc rendible, ja que el que es buscava era l'or. El jade no va ser comercialitzat al Canadà fins a la dècada de 1970. Actualment el jade s'explota en mines i es transporta en blocs de 10 tones per a un millor emmagatzemament.

### Àsia

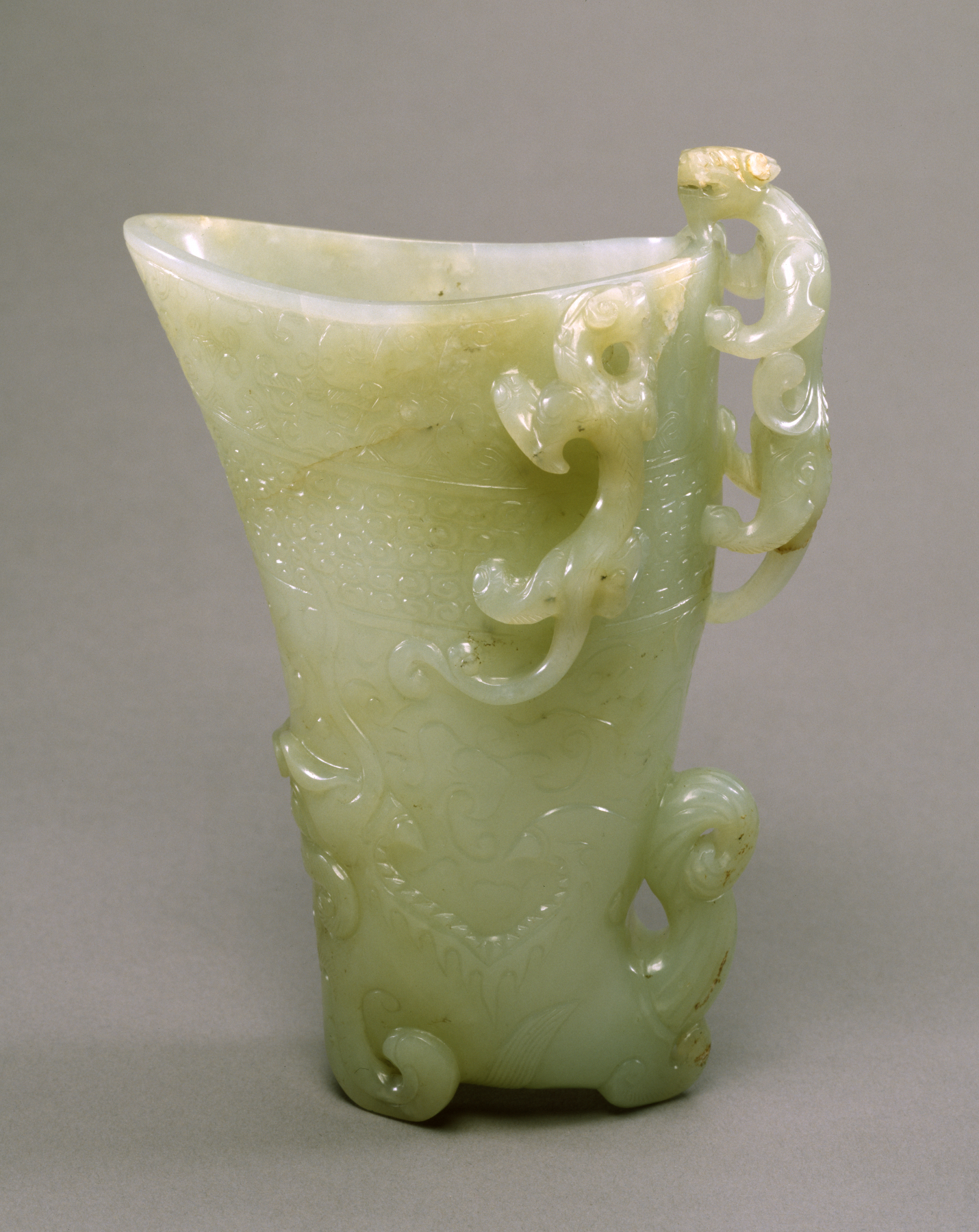
Tassa amb nanses en forma de drac (segle XII)

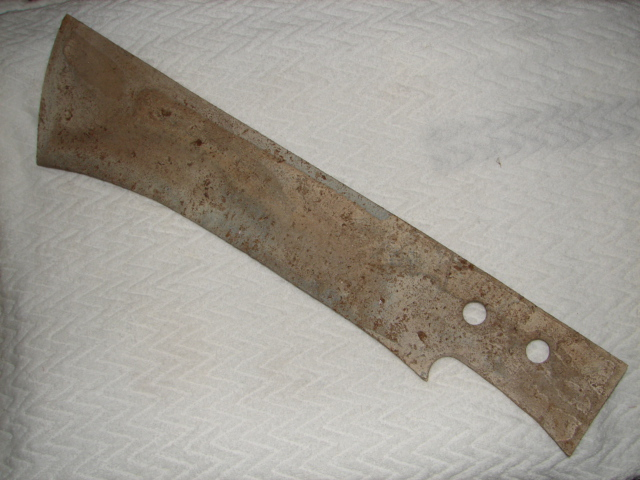
Fulla d'alabarda (zhang) Sanxingdui (tercer mil·lenni a.C)

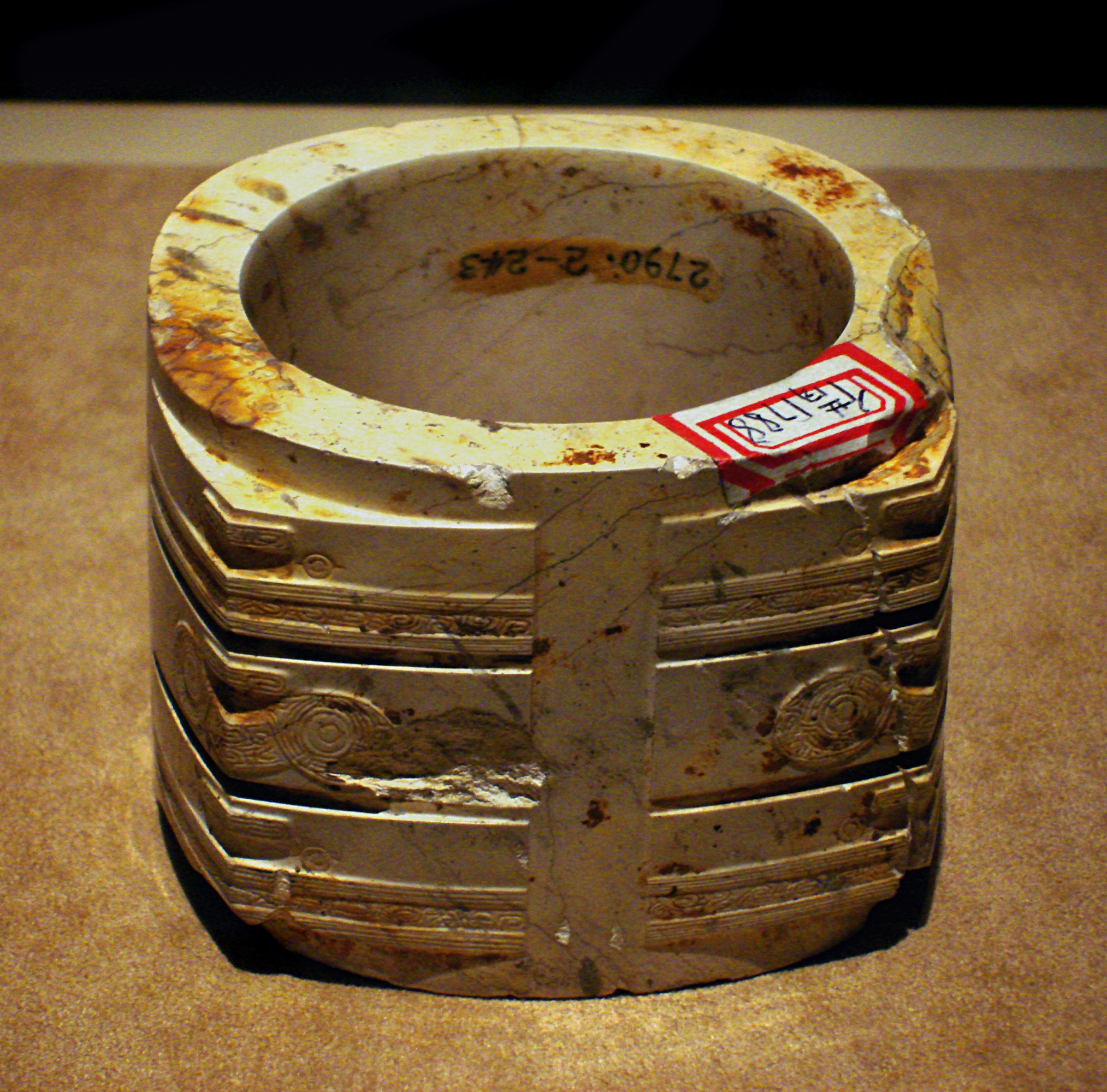
Cong de jade. Neolític (3300 - 2200 a.C)

#### Xina
La jadeïta a la Xina és (i ha estat) un mineral important, ja que és un dels principals formadors del jade; una de les matèries primeres més emprada en l'escultura i decoració xinesa. El jade és utilitzat a la Xina des del Neolític, i és el principal material utilitzat a l'escultura. Tot i que la típica jadeïta de colors verds intensos és més popular a Europa, a la Xina s'utilitza jade de diferents colors; i la varietat blanca, la nefrita, és la més preuada i valorada. Des de temps prehistòrics s'han explotat jaciments a Henan i a Xinjiang.
El jade i, per tant, la jadeïta, s'ha utilitzat a la Xina en gairebé tots els períodes de la seva història; generalment usant-se com a material decoratiu d'acord amb l'estil decoratiu de cada època. Els primers jades dels quals es té constància, daten del Neolític i són generalment imitacions ornamentals d'eines i armes d'ús ordinari, sovint de mida més gran que l'objecte original. Se suposa que aquestes imitacions eren símbols de poder polític o d'autoritat religiosa. El bi i el cong són exemples d'aquest tipus que només es troben en els períodes més antics i probablement eren dotats de significació religiosa.
Durant el Neolític, els dipòsits de nefrita d'on s'extreia el jade es trobaven a l'àrea de Ningshao, al delta del riu Iang-Tse i a l'àrea de la província de Liaoning, a la Mongòlia interior. Cap al 6.000 aC, el jade va ser explotat de Dushan (el mont Du).
La jadeïta va seguir tenint rellevància durant les dinasties Shang, Zhou i Han, on els objectes eren més treballats, sovint amb motius d'animals o altres motius típics del període. Durant aquest període, la tècnica de treballar el jade avançà molt i les formes en què es tallaven els objectes van esdevenir molt més complicades. Un objecte característic d'aquests períodes són les sivelles de jade, que eren dutes per l'elit de l'època.
Des de les primeres dinasties fins a l'actualitat, el jade s'ha explotat a la Xina en dipòsits de les regions situades a l'oest com ara Khotan, Lantian i Shaanxi. Al regne de Khotan el recapte d'impostos es feia a partir de jade blanc, el qual posteriorment es convertia en obres d'art i era considerat tant o més valuós que l'or o la plata. El jade va arribar a ser el material preferit dels xinesos per a la fabricació d'objectes de luxe, com ara pinzells per a cal·ligrafia o pipes d'opi, ja que es creia que qui fumava amb una pipa de jade envellia més lentament.

#### Índia

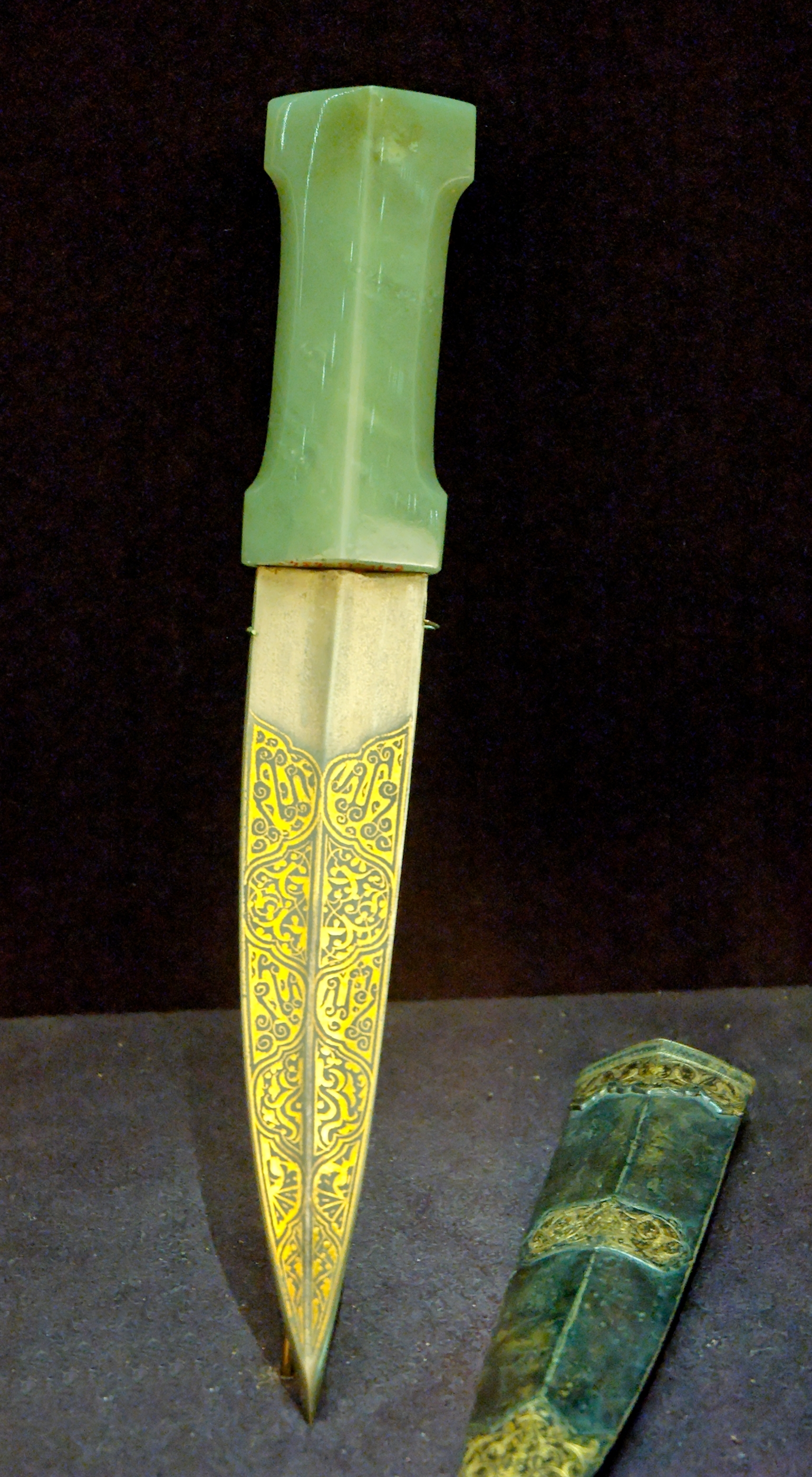
Daga amb l'empunyadura de jade. Índia, segles XVII-XVIII. Museu del Louvre

A l'Índia el jade i, per tant, la jadeïta han tingut des de sempre una importància més moderada que a la Xina. A l'Índia també s'utilitzava el jade des de l'antiguitat per a la decoració. Un dels casos més coneguts és el del temple jain de Kolanpak, a Andhra Pradesh, que presenta una escultura de Mahavira d'1,5 m d'alçada, convertint-se així en l'escultura més gran feta a partir d'un sol bloc de jade. L'Índia també es caracteritza per ser un país on circulen gran quantitat d'objectes de jade fals (principalment objectes fets amb serpentina procedent de l'Afganistan) aquests objectes pretenen imitar els objectes originals com ara peces de joieria, empunyadures de dagues o altres objectes ornamentals.

#### Corea

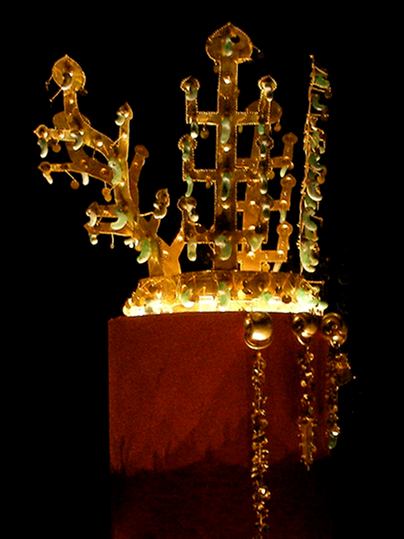
Corona d'or amb jade Silla, segle V o VI d.C. Museu Nacional de Corea

L'ús del jade, la jadeïta i altres minerals i roques de coloració verda és una tradició ancestral a Península de Corea. Sovint se sol delimitar la fabricació rellevant d'objectes de jade entre els anys 850 aC i 668 dC. A Corea, el jade se sol trobar en antigues cerimònies funeràries, sobretot en objectes tubulars en forma de coma. Aquests objectes sovint presentaven quantitats rellevants de microclina i jaspi entre d'altres; i són típics de mitjans del període de la ceràmica Mumun (850–550 aC). Les formes tubulars abans esmentades es poden observar en algunes corones d'or com ara les del regne de Silla (300/400–668 dC) o en els enterraments de l'elit dels Tres regnes de Corea. Després que el regne de Silla s'unifiqués amb els altres regnes de la Península de Corea l'any 668, la popularitat dels rituals relacionats amb el budisme va disminuir, i com a conseqüència va disminuir l'ús del jade en els rituals funeraris.

#### Sud-est asiàtic
Els arqueòlegs han descobert dos tipus d'objectes de jade, concretament dos tipus d'arracades: unes amb decoració abstracta i les altres amb motius animals. Aquestes arracades es troben al cinturó format per Taiwan, Filipines, l'est de Malàisia i el centre i el sud del Vietnam. Les anàlisis isotòpiques de carboni daten aquests materials entre el 500 aC i el 500 dC. Les anàlisis de microsonda dutes a terme indiquen que el jade emprat prové de Taiwan.

### Oceania

#### Nova Zelanda
A Nova Zelanda el jade era utilitzat pels maoris, els quals l'anomenaven pounamu en llengua maori. En la seva cultura, el jade tenia un paper important, sent considerat com un tresor. El jade només es troba a la zona sud de l'illa anomenada com a Te Wai Pounamu (la terra de l'aigua de la pedra verda) o Te Wahi Pounamu (l'indret de la pedra verda). Com a conseqüència de la importància entre els maorí, el jade a l'illa de Nova Zelanda es va protegir mitjançant el tractat de Waitangi, el qual obliga a realitzar una explotació del jade molt reduïda i controlada. S'han trobat diferents objectes fabricats de jade com ara eines, armes i ornaments que sovint s'utilitzaven com a regals per a ocasions importants. Actualment les figures de jade se solen vendre als turistes, malgrat que la gran part de jade no és de l'illa, sinó que és importat de la Columbia Britànica.